# Râul Agrij
Râul Agrij (uneori denumit impropriu Râul Agriș) este un curs de apă, afluent al râului Someș. Izvorăște din Pasul Poic, în partea de E-SE de acest cătun, în zone bine împădurite, din mai multe mici pâraie, ce formează prăpastii adânci, apoi pâraiele primesc alte pâraie ca afluenți, apoi, în zona localității Huta, pâraiele se unesc și formează râul Agrij, ce se varsă in Someș în orașul Jibou. Traversează localitățile Poic, Huta, Bogdana, Buciumi, Bodia, Agrij, Păușa, Românași, Chichișa, Romita, Brusturi, Lupoaia, Creaca, Prodănești, Borza și Jibou.
1. ↑  Geographic Names Server, 11 iunie 2018